# 1988年尼泊爾地震
1988年尼泊爾地震為發生在尼泊爾南部接近印度比哈爾邦北部地區的地震。地震時間發生在1988年8月21日，矩震規模6.9，此次地震至少超過709人死亡、數千人受傷。地震發生了兩次，分別維持10秒和15秒。地震造成五萬棟建築物受損，包括比哈爾邦邦長官邸和位於巴特那的秘書處。

## 資料來源
1. 1 2 3 4  ISC, , Version 2.0, International Seismological Centre, 19 January 2015  [2015-12-30], （原始内容存档于2016-11-25）
2. 1 2  USGS, , Version 2008_06.1, United States Geological Survey, September 4, 2009  [2015-12-30], （原始内容存档于2015-03-28）
3. ↑  .   [2015-12-30]. （原始内容存档于2020-11-08）.

## 外部連結
- M6.9 - Nepal-India border region（页面存档备份，存于） – United States Geological Survey
- Earthquakes in Bihar, India –  Amateur Seismic Centre
- A devastating dawn（页面存档备份，存于） – India Today